# Sint-Martinuskerk (Wellmich)
De Sint-Martinuskerk (Duits: Kirche St. Martin)) is een katholieke kerk in de Duitse plaats Wellmich bij Sankt Goarshausen.

## Bouwgeschiedenis

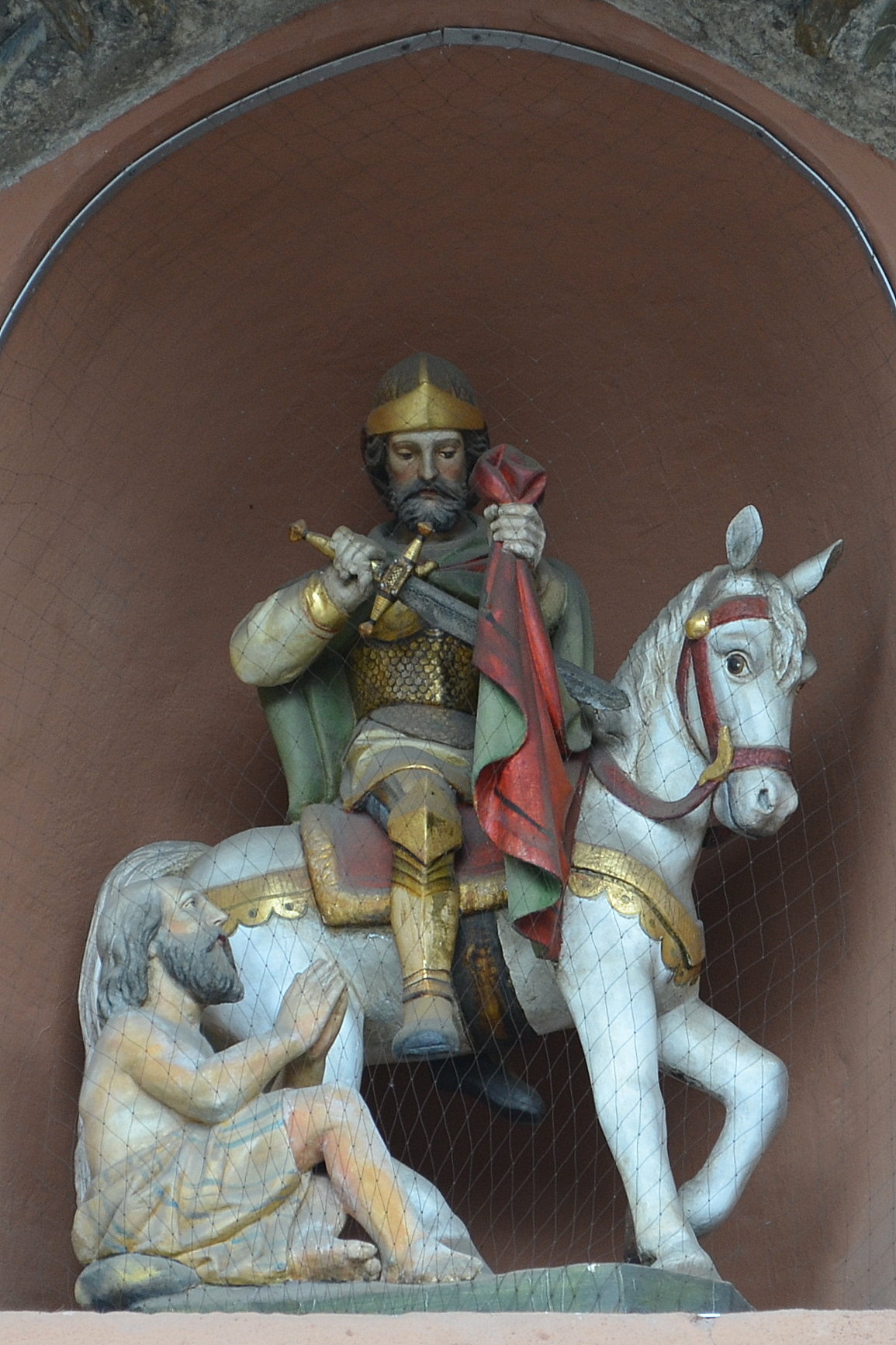
Beeld van de schutspatroon boven de ingang van de Sint-Martinuskerk, Wellmich

Het huidige kerkgebouw werd samen met de toren tussen 1350-1375 gebouwd. Ouder is het zuidelijke zijkoor met een 5/8 afsluiting, de Mariakapel, dat nog een restant is van een kleinere kerk uit circa 1300.
In de barokke periode werd in de eerste helft van de 18e eeuw het zijkoor ter hoogte van het kerkschip en het hoofdkoor verhoogd en voorzien van een nieuw dakgestoelte om meer eenheid met de rest van het gebouw te realiseren.
Tot in het begin van de 19e eeuw droeg de toren, die in de zuidwestelijke hoek van de kerk staat, op de hoeken kleine erkertorentjes. Met de bouw van de huidige spits in 1830 werden ze niet meer teruggeplaatst. De sacristie in de zuidoosthoek werd in 1881 toegevoegd. In 1914 werd het kerkschip langs de toren in de noordwestelijke hoek verlengd.
Boven de ingang van de kerk bevindt zich het beeld van de aan de kerk gewijde Martinus van Tours te paard, die de bedelaar een deel van zijn mantel geeft.

## Inrichting
In 1906 werd aan de noordelijke muur van het kerkschip een groot gotisch fresco ontdekt. Het werd waarschijnlijk als snel na de bouw van de kerk aangebracht en in de jaren 1947-1948 blootgelegd en gerestaureerd. De lengte ervan is 10 meter; de hoogte ongeveer 4 meter. Het fresco laat zich horizontaal verdelen in twee banen van elk 2 meter. De onderste baan toont het Jongste Gericht met centraal Christus in een mandorla als Rechter over levenden en de doden. Onder Christus staan de doden op uit het graf. Vanuit het perspectief van de kijker worden rechts van Christus de verdoemden opgewacht door demonen en de duivel, links de geredde zielen die uitzicht hebben op het paradijs. Boven het Jongste Gericht bevindt zich een baan met fresco's van de kruisigingsscene (centraal) en links en rechts ervan de afbeeldingen van het martelaarschap van de twaalf apostelen en enkele heiligen.
Op de noordelijke muur van het koor bevinden zich nog een vijftal omlijste fresco's van Maria-Visitatie, Maria Magdalena en Johannes de Doper die minder sterk gerestaureerd zijn. Het altaarkruis bevat een waardevolle corpus uit het tweede kwart van de 15e eeuw. De houten beelden van de heilige Petrus en Paulus in het koor dateren uit het begin van de 18e eeuw.
De Moeder Gods aan de pijler tussen het koor en de Mariakapel stamt naar alle waarschijnlijkheid van een kruisigingsgroep en werd in de jaren 1520-1525 gemaakt. Het beeld wordt de Madonna met de druiventros genoemd omdat de traditie bepaalt dat elk jaar in de herfst de eerst geoogste druiventros in haar handen wordt gelegd.
De piëta in de Mariakapel werd in de 2e helft van de 14e eeuw uit lindenhout gesneden. In de Mariakapel staat ook een doopvont uit de 15e eeuw. Het houten beeld van Sint-Martinus op de noordelijke muur onder de fresco's ontstond in ± 1450.
Voorts zijn er grafstenen voor Coryin van Nassau (gestorven in 1538) met een reliëf van een ridder en van een gravin (gestorven in 1494) en een houten epitaaf.

## Afbeeldingen

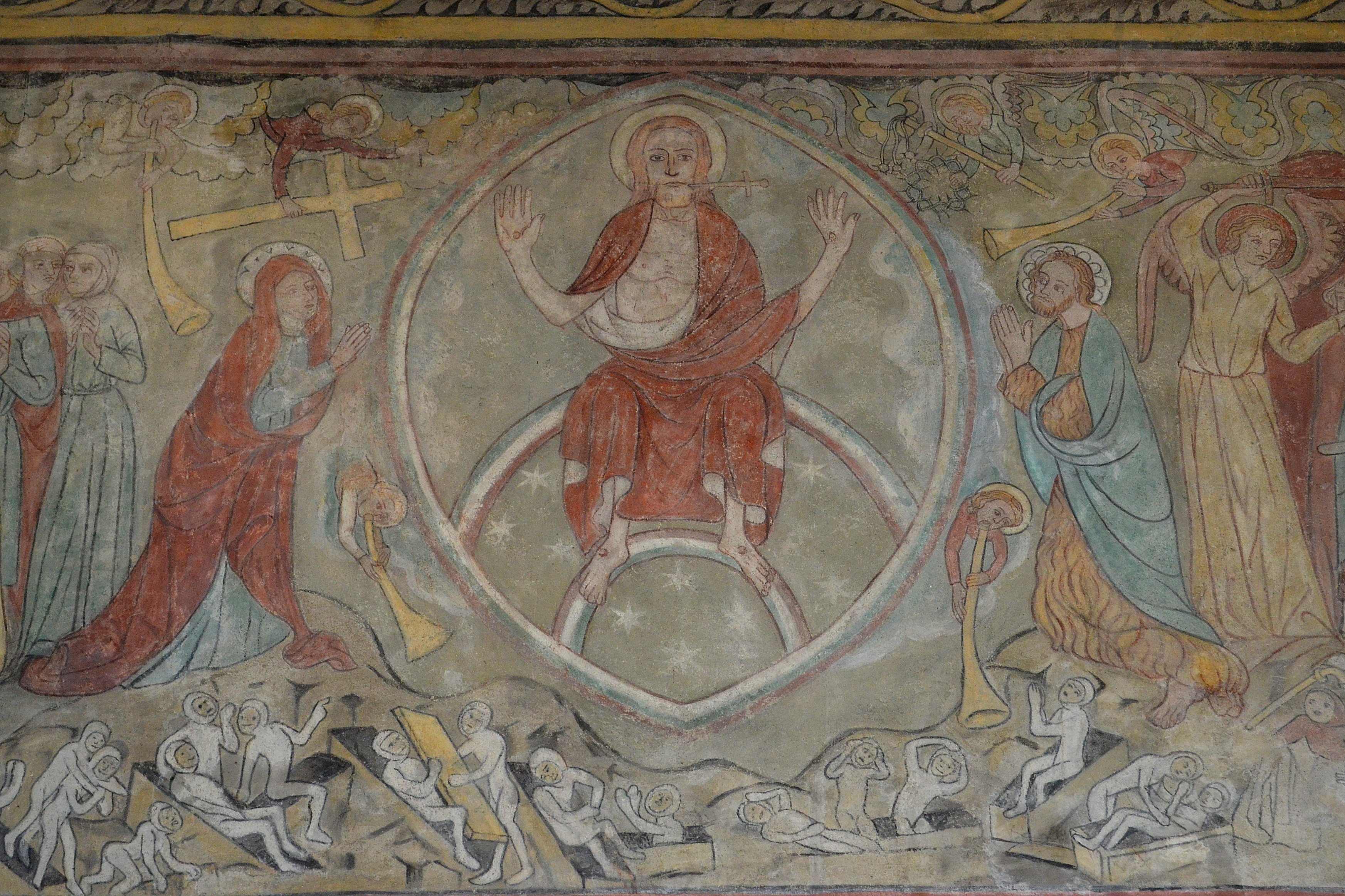
Christus als Rechter
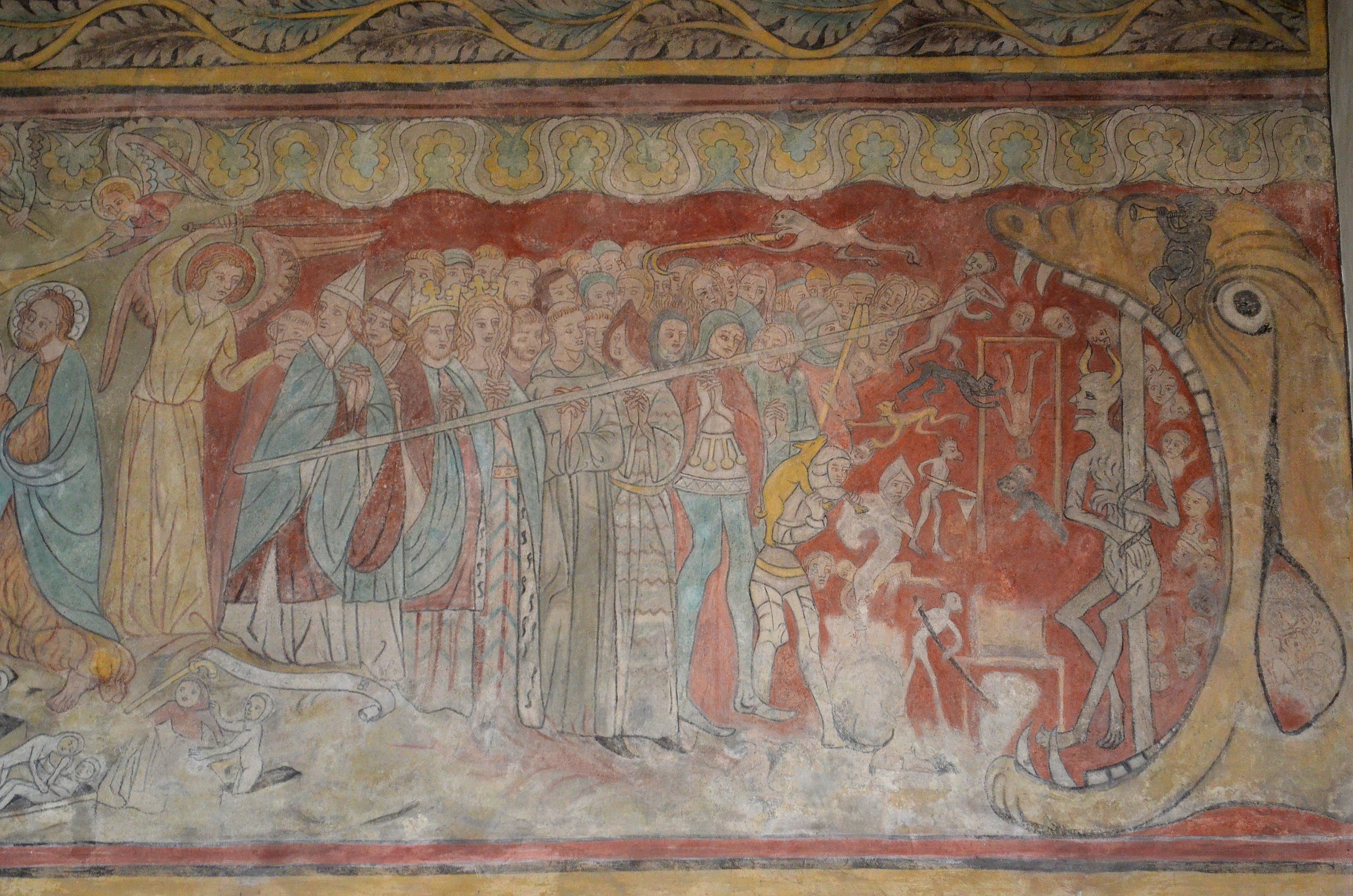
De veroordeelden
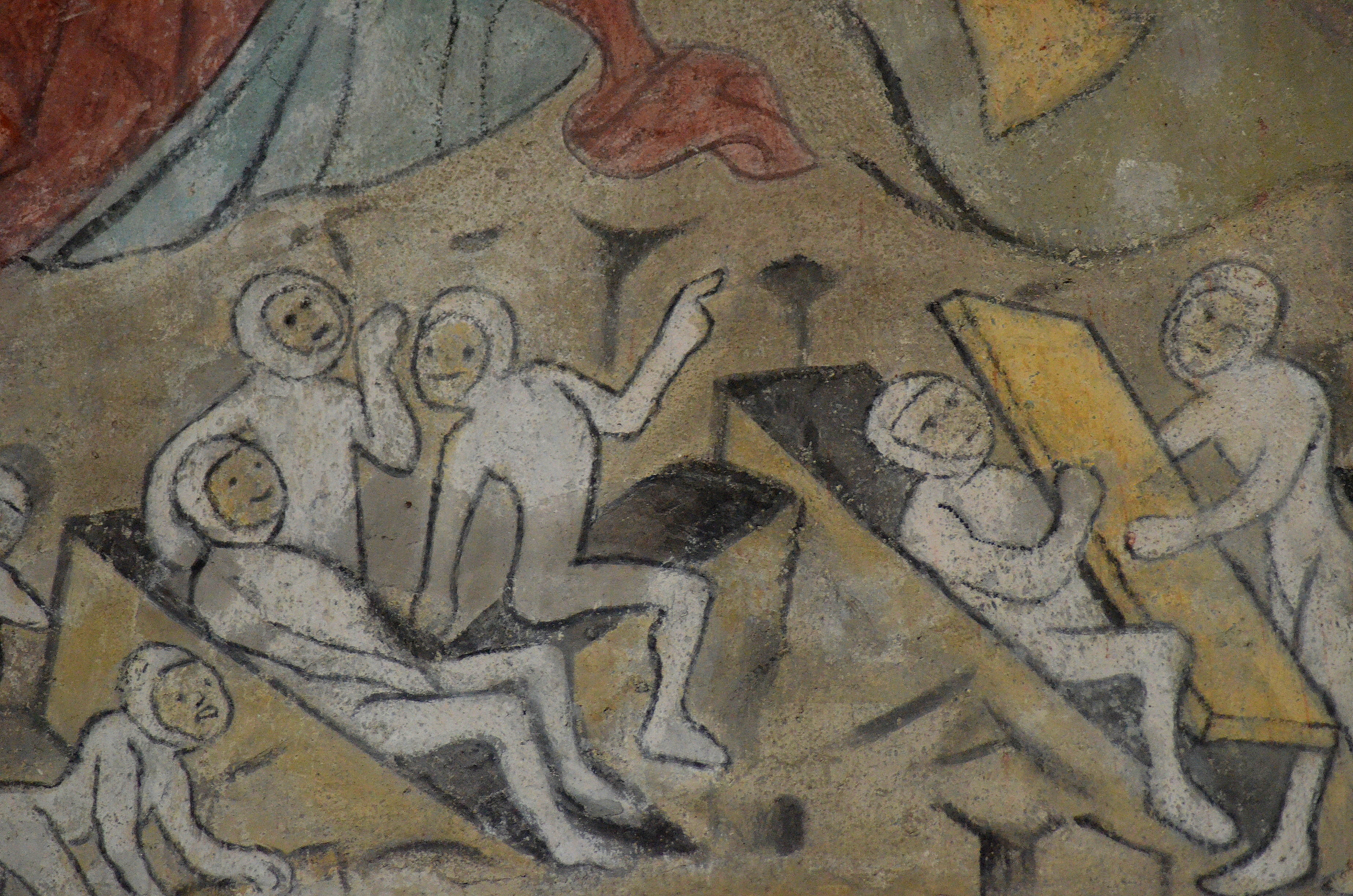
Detail
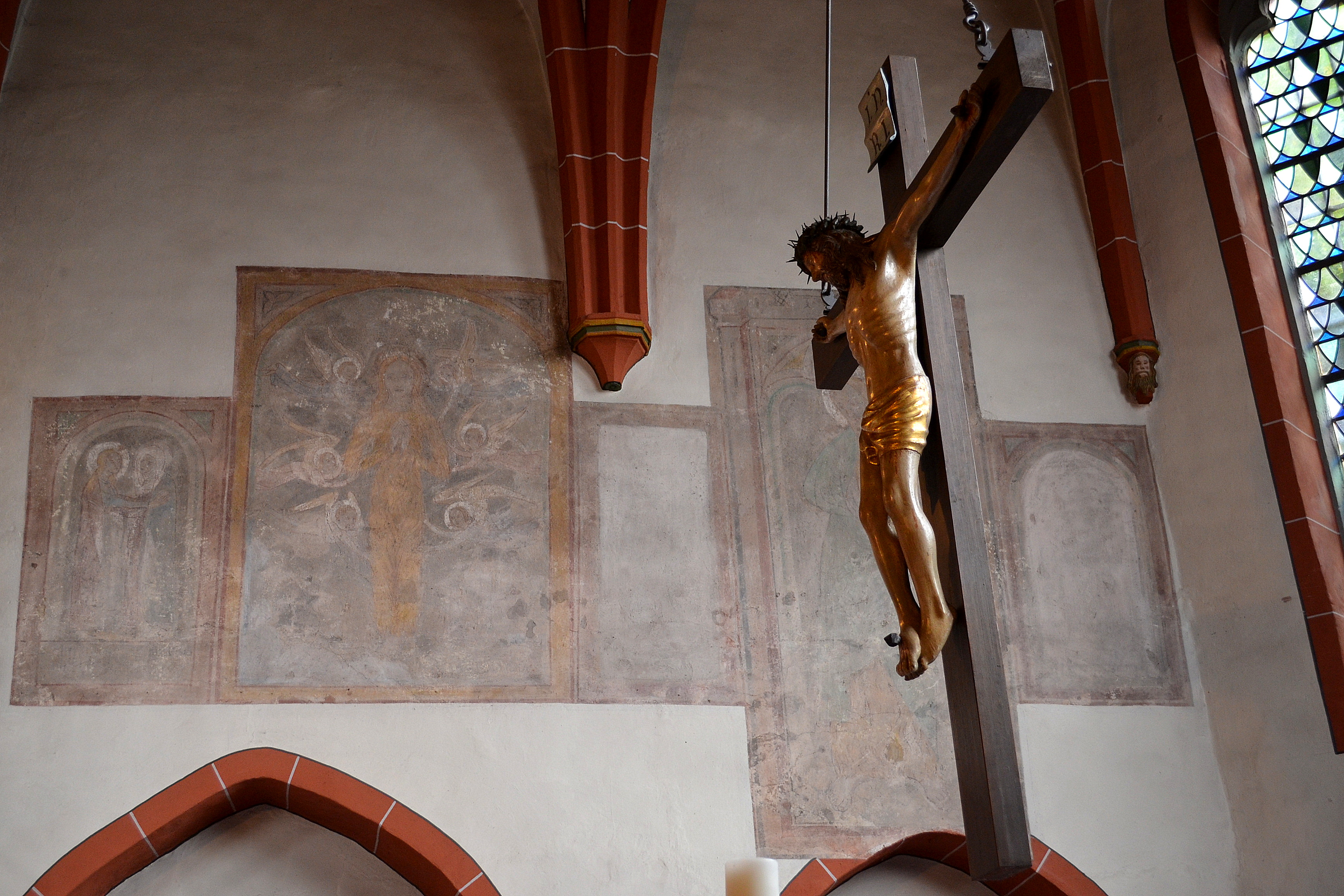
Omlijste fresco's 1380-1390 aan de noordelijke koormuur (Maria Visitatie, Maria Magdalena en Sint-Jan de Doper)
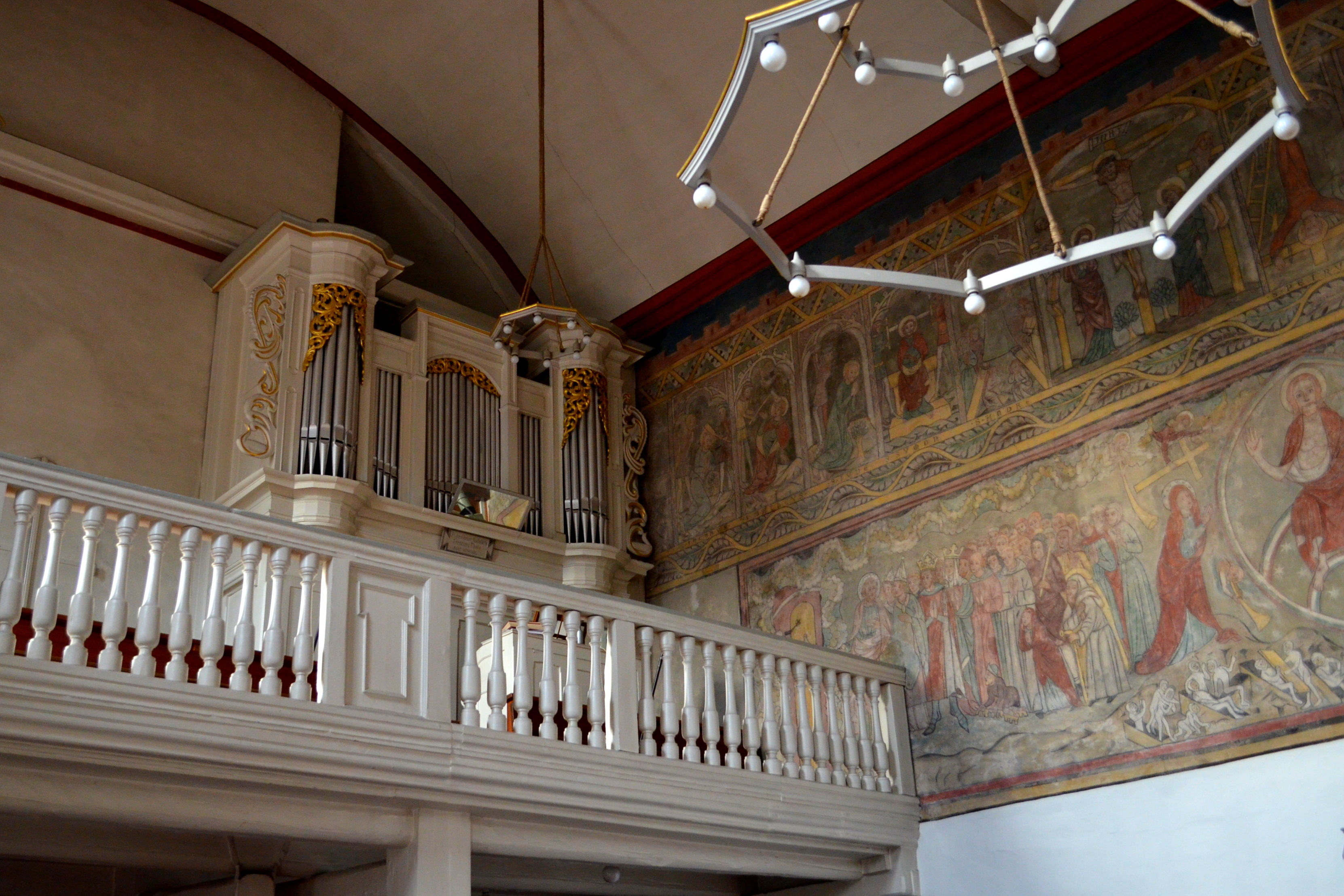
Orgel (deels uit 1670 en galerij uit dezelfde periode)
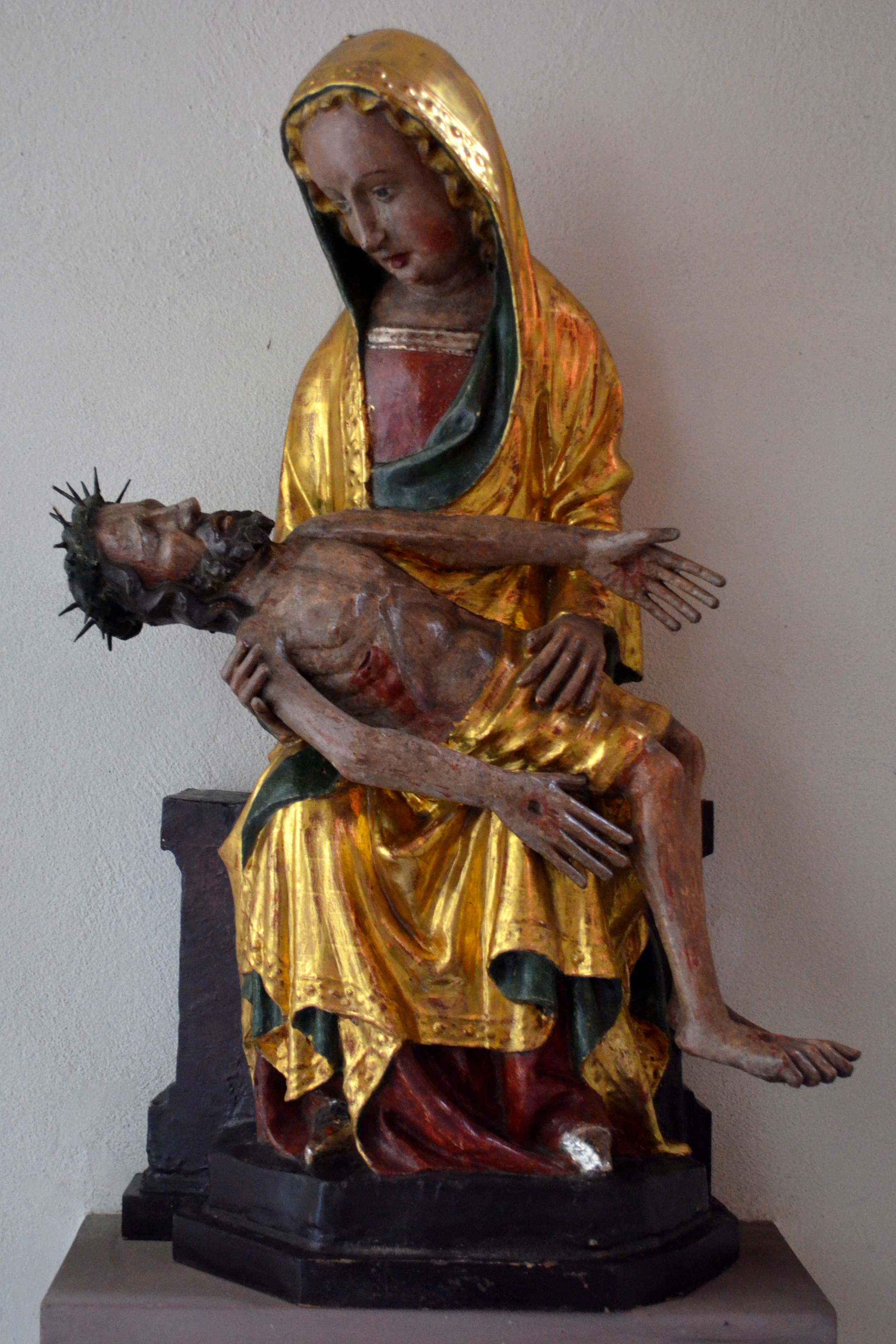
Vesperbeeld (circa 1375)
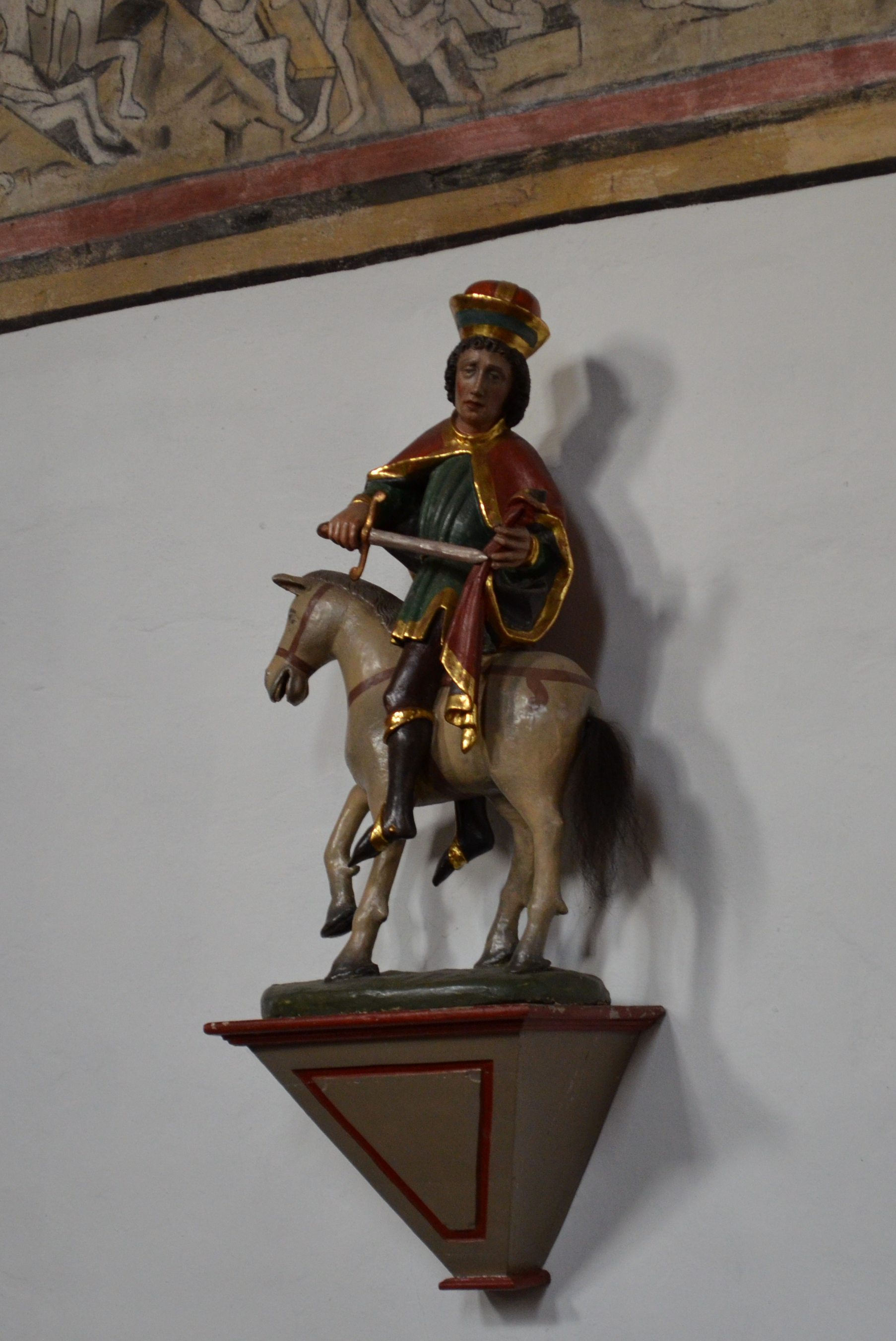
Sint-Martinus